# São João de Pirabas (ort)
São João de Pirabas är en ort i Brasilien.   Den ligger i kommunen São João de Pirabas och delstaten Pará, i den nordöstra delen av landet, 1 700 km norr om huvudstaden Brasília. São João de Pirabas ligger 26 meter över havet och antalet invånare är 10 065.
Terrängen runt São João de Pirabas är mycket platt. Runt São João de Pirabas är det glesbefolkat, med 14 invånare per kvadratkilometer.. Det finns inga andra samhällen i närheten.
I omgivningarna runt São João de Pirabas växer i huvudsak städsegrön lövskog.